# MG34
Maschinengewehr 34 (или съкратено MG 34) е немска картечница, която е произведена и приета на въоръжение във Вермахта през 1934 г., а за пръв път е използвана от войниците през 1935 г. Тя е с въздушно охлаждане, стреля със 7,92 мм патрони „Маузер“ и има сходни характеристики с други картечници от среден клас.
Въпреки това, MG 34 е проектирана да се използва едновременно както като лека пехотна картечница, така и в по-тежки варианти и е един ранен пример за картечница с общо предназначение. По-лекият вариант е трябвало да бъде екипиран с двунога и лента с 50 патрона, разположена в кръгъл пълнител, който да се прикрепя към механизма за поемане на патроните. В по-тежкия си вариант тя би трябвало да се монтира на триножник, а патроните да се подават чрез лента. На практика пехотата най-често използва вариант с двунога и лента, като в резултат на това се получава класическо оръжие за поддръжка от среден клас.

## История
MG 34 е основната пехотна картечница през 30-те години, а също така и главното танково и самолетно защитно оръжие. Смятало се е, че тя ще бъде премахната от въоръжение за пехотата и заменена от подобната MG 42, но от новия модел никога не е имало достатъчно бройки, така че MG 34 остава на въоръжение във всички части до края на Втората световна война. Също така се е считало, че тя ще замени MG 13 и други по-стари модели картечници, но те също се използват по време на войната, тъй като търсенето така и не е било удовлетворено.
Проектирана е основно от Хайнрих Фьолмер от „Mauser Werke“ и е базирана представената и проектирана от „Рейнметал“ Solothurn 1930 (MG 30), която започва да навлиза на въоръжение в Швейцария. Принципните разлики са преместването на захранващия механизъм на по-удобно място (вляво от задната част на цевта) и добавянето на защитно покритие около цевта. Промените в работния механизъм подобряват скоростта на стрелба до 800 – 900 изстрела в минута.
Новата картечница се приема на въоръжение почти веднага и като цяло е харесвана от войниците. Използва се с голям успех от германските войски, подпомагащи фашистите на Франко по време на гражданската война в Испания. По времето на представянето си, тя вече има известен брой подобрения, а вдъхновената от нея идея за картечница с общо предназначение е доста популярна. Обаче MG 34 е също така и скъпа, едновременно като условия и време за изработка и необходими материали (49 kg стомана), за да бъде произведена в бройките, необходими за нуждите на растящата германска армия. Също така се оказва своенравна и засича лесно, когато е замърсена.

## Характеристики
MG 34 може да използва пълнител и лента със 7,92 мм патрони. Вторите биват два вида: единична лента с 50 патрона или кутия с 250 патрона. Щурмовите пълнители съдържат лента с 50 патрона или двоен пълнител със 75 патрона, който може да се разположи върху механизма за поемане на патроните. Картечница, която е пригодена да използва пълнител със 75 патрона не може да използва лента без предварителна модификация.
Както при повечето картечници, цевта е проектирана да бъде лесно сменяема, за да се избегне прегряване по време на продължителен огън.
В леката версия, тя е използвана с двунога и тежи само 12,1 кг. В тежкия си вариант може да бъде монтирана върху един от два различни триножника (по-малкия тежащ 6,75 кг, по-големия – 23,6 кг). По-големият триножник (MG 34 Laffette), включва няколко подобрения като: оптичен мерник и специална екипировка за наблюдение, позволяваща огън от закрита позиция. Краката на триножника могат да бъдат удължени, позволявайки картечницата да се използва като противовъздушно средство (често срещано), а когато е снишена – позволява стрелба на далечно разстояние (описвайки дъга) или прицелна стрелба с помощта на перископ, прикачен към триножника.

## Разновидности

### MG 34/41
Вариантът MG 34/41 е поръчан, след като първите битки в началото на Втората световна война доказват, че по-голямата скорост на стрелба води до по-голямо разсейване на куршумите. MG 34/41 има скорострелност от 1200 изстрела в минута (MG 34 може да достигне 800 – 900 изстрела/мин). Тежестта на MG 34/41 е 14 kg, малко повече от оригиналната версия MG 34 (12,1 kg). От този вариант е произведено ограничено количество (300 броя са изпратени на Източния фронт).
При изпитанията MG34/41 показва по-слаби резултати от MG39/41, която по късно служи за основа на MG 42.

### MG 34-T
Танковете обикновено използват модела MG 34-T, като главната разлика е различната обвивка на цевта, която е по-тежка и е без вентилационните отвори, характерни за MG 34.

### MG81
MG 34 се използва също и за основа на новите картечници MG81, които са монтирани на самолети. За тази цел задната част на цевта е леко модифицирана, за да позволява подаване на муниции от двете страни. Друга версия MG81Z (от zwilling, в превод от немски: „близнак“) се появява при сдвояването на две картечници и използването на единен спусък. Производството на MG 34 никога не успява да задоволи търсенето и въпреки че версията MG81 показва голям напредък спрямо по-ранните, базирани на MG 30 картечници (MG 15 и MG 17), тя се използва едва в края на войната. Трябва да се отбележи, че след като Луфтвафе губи войната за надмощие във въздуха, MG 14 и MG 81, проектирани като подвижно монтирани самолетни картечници, са модифицирани и пригодени за наземно използване от пехотата – с променлив успех.

## MG42
MG 42 запазва тактическата концепция за двойно предназначение на MG 34, част от външния ѝ вид и характеристики, но механически се различава от всичките ѝ други версии. MG 42 е проектирана в края на тридесетте години, като опит да се замени трудната за изработка и скъпа на материали MG 34 с картечница, която е по-евтина и по-лесна за изработка и с намерение да се намалят сложните операции на обработка до минимум. Заменят се с щамповани и пресовани частите на много от големите детайли, изискващи сложна обработка при MG 34, например механизма за поемане на патроните. Квадратният кожух в задната част на цевта прави невъзможно монтирането на MG 42 като допълнително въоръжение в куполите на бронираните превозни средства – така че MG 34 продължава да се произвежда до края на войната.
След Втората световна война някои MG 42 са пригодени за новите 7.62 x 51 mm патрони на НАТО и са класифицирани като MG2, докато друг вариант (с малка промяна в дизайна) е наречен MG1. При последната промяна на MG1 е създаден модел, наречен MG3, който все още (по данни от 2006 г.) е на въоръжение в страните по света.